# Jean-Baptiste Faseuille
Jean-Baptiste Bruno Faseuille (Toulouse, 26 août 1802-Toulouse, 2 août 1854), est un médecin français.

## Biographie
Pharmacien surnuméraire à l'hôpital du Val-de-grâce à Paris (1820-1822), pharmacien sous-aide à l'hôpital militaire de Bayonne (1822-1823) puis à l'armée des Pyrénées-Occidentales (1823-1824), il participe à l'armée d'occupation d'Espagne (1824-1827) avant de servir à l'hôpital militaire d'instruction de Strasbourg (1827-1830). 
En 1830, il est envoyé en Afrique où il est nommé pharmacien aide-major et y sert jusqu'en 1842. Il est alors médecin-chef de l'hôpital de Douera où il se heurte régulièrement avec son subordonné Charles Cuny.
Pharmacien aide-major de 1re classe à l'hôpital militaire de Saint-Jean-Pied-de-Port (1842-1844) puis de Bayonne (1844-1845) et de Toulouse, il est fait chevalier de la Légion d'honneur le 9 septembre 1848. 
Il meurt d'une dysenterie épidémique le 2 août 1854 à Toulouse. 

## Publication
- Essai sur le catarrhe vésical, thèse, 1842